# Matt Bryant
Matt Bryant (Orange, 29 maggio 1975) è un ex giocatore di football americano statunitense che gioca nel ruolo di placekicker nella National Football League (NFL).

## Carriera professionistica

### Stagione 2002
Firmato tra i rookie non scelti nel Draft dai New York Giants ha giocato 16 partite realizzando 26 su 32 field goal di cui uno bloccato con il più lungo di 47 yard, 30 su 32 extra point, 75 kick off per 4528 yard di cui uno terminato fuori dal campo di gioco, 2 in touchback e 72 ritornati.

### Stagione 2003
Ha giocato 11 partite realizzando 11 su 14 field goal di cui uno bloccato con il più lungo di 47 yard, 17 su 17 extra point, 39 kick off per 2354 yard di cui 2 terminati fuori dal campo di gioco, 2 in touchback e 34 ritornati e un onside kick non recuperato. Infine ha fatto 4 tackle "record personale" da solo.

### Stagione 2004
Passa agli Indianapolis Colts dove gioca una partita provando un field goal ma sbagliandolo, ha fatto 5 su 5 extra point, 6 kick off per 357 yard tutti ritornati ed infine un tackle da solo. Poi passa ai Miami Dolphins dove gioca 3 partite realizzando 3 su 3 field goal con il più lungo di 47 yard, ha fatto 7 su 7 extra point, 12 kick off per 764 yard tutti ritornati.

### Stagione 2005
Passa ai Tampa Bay Buccaneers dove gioca 15 partite realizzando 21 su 25 field goal con il più lungo di 50 yard, ha fatto 31 su 31 extra point, 66 kick off per 4139 yard di cui uno terminato fuori dal campo di gioco, 5 in touchback e 60 ritornati di cui uno in touchdown. Infine ha fatto un tackle da solo.

### Stagione 2006
Ha giocato 16 partite realizzando 17 su 22 field goal con il più lungo di 62 yard"record personale", ha fatto 22 su 23 extra point, 53 kick off per 3296 yard di cui 2 terminati fuori dal campo di gioco, 4 in touchback e 46 ritornati. Infine ha hatto 2 tackle di cui uno da solo.

### Stagione 2007
Ha giocato 16 partite realizzando 28 su 33 field goal con il più lungo di 49 yard, ha fatto 34 su 34 extra point, 78 kick off per 4683 yard di cui uno terminato fuori dal campo di gioco, 6 in touchback e 67 ritornati di cui uno in touchdown e 4 onside kick di cui ni recuperati. Infine ha fatto un tackle da solo.

### Stagione 2008
Ha giocato 16 partite realizzando 32 su 38 field goal "record personale" con il più lungo di 49 yard, ha fatto 35 su 36 extra point "record personale", 82 kick off per 5157 yard "record personale" di cui uno terminato fuori dal campo di gioco, 6 in touchback e 74 ritornati e un onside kick non recuperato. Infine ha fatto un tackle da solo.

### Stagione 2009
Passa agli Atlanta Falcons dove gioca 5 partite realizzando 7 su 10 field goal con il più lungo di 51 yard, ha fatto 10 su 10 extra point e un punt per 36 yard con un fair catch nelle 20 yard avversarie.

### Stagione 2012
Il 13 gennaio 2013, nel divisional round dei playoff contro i Seattle Seahawks Bryan segnò il field goal della vittoria con otto secondi al termine della partita qualificando la squadra alla finale della NFC.

### Stagione 2014
Nella settimana 1 della stagione contro i New Orleans Saints, Bryan prima segnò da 51 yard il field goal del pareggio allo scadere che mandò la partita ai tempi supplementari e poi andò ancora a segno da 52 yard, dando la vittoria alla sua squadra. Per questa prestazione fu premiato come miglior giocatore degli special team della NFC della settimana.
Il 25 febbraio 2015, Bryant rifirmò per tre anni con i Falcons per un totale di 8,5 milioni di dollari.

### Stagione 2016
Nel 2016, Bryant fu convocato per il primo Pro Bowl in carriera dopo avere guidato la NFL con 158 punti segnati ed essersi classificato terzo nella percentuale di realizzazione dei field goal.

## Palmarès

### Franchigia
- National Football Conference Championship: 1

Atlanta Falcons: 2016

### Individuale
- Convocazioni al Pro Bowl: 1

2016
- Giocatore degli special team della NFC della settimana: 1

1ª del 2014
- PFWA All-Rookie Team - 2002

## Statistiche
| Partite totali       | 179 |
| Field goal provati   | 335 |
| Field goal segnati   | 286 |
| Field goal più lungo | 62  |

Statistiche aggiornate alla stagione 2014